# Ievlàntiev
Ievlàntiev (en rus: Евлантьев) és un poble (un khútor) de l'óblast de Rostov, a Rússia, que en el cens del 2010 tenia 82 habitants, pertany al municipi de Zemtsov.